# Прибулець (фільм, 1979)
«Прибулець» — незавершений радянський художній фільм 1979 року, знятий режисером Леонідом Биковим на Кіностудії ім. О. Довженка.

## Сюжет
За повістю Євгена Шатько «Прибулець-73». Колгоспний механізатор Юхим Тишкін з похмілля махнув в іншу галактику на планету Рюм. Одночасно інопланетянин із планети Рюм Глоуз потрапляє на Землю у звичайне українське село та закохується у дружину Тишкіна. Справа в тому, що Тишкін і Глоуз схожі, як дві краплі води. До цього фільму Леонід Биков встиг зняти лише кінопроби.

## У ролях
| Актор            | Роль                                                       |
| ---------------- | ---------------------------------------------------------- |
| Леонід Биков     | Юхим Тишкін / Глоуз колгоспний механізатор / інопланетянин |
| Галина Польських | Даша дружина Юхима                                         |
| Анаїт Топчян     | Ейлурія інопланетянка, яку Юхим назвав Лушкою              |
| Леонід Бакштаєв  | бригадир Гризлов                                           |
| Георгій Георгіу  | високопоставлений інопланетянин                            |
| Ігор Дмитрієв    | Марзух                                                     |

## Знімальна група
- Режисер — Леонід Биков
- Сценаристи — Євген Шатько, Леонід Биков, Георгій Гречко
- Оператор — Вадим Іллєнко
- Художник — Сергій Бржестовський